# Exposition universelle de 1937
L'Exposition universelle de 1937, officiellement Exposition internationale des arts et des techniques appliqués à la vie moderne, qui se tient à Paris du 25 mai au 25 novembre 1937, est la première exposition universelle organisée en France selon les règles de la Convention de Paris de 1928 sur les expositions internationales. C'est également le dernier événement de ce genre à avoir eu lieu à Paris et en France.

## Organisation

### Préparation de l'Exposition

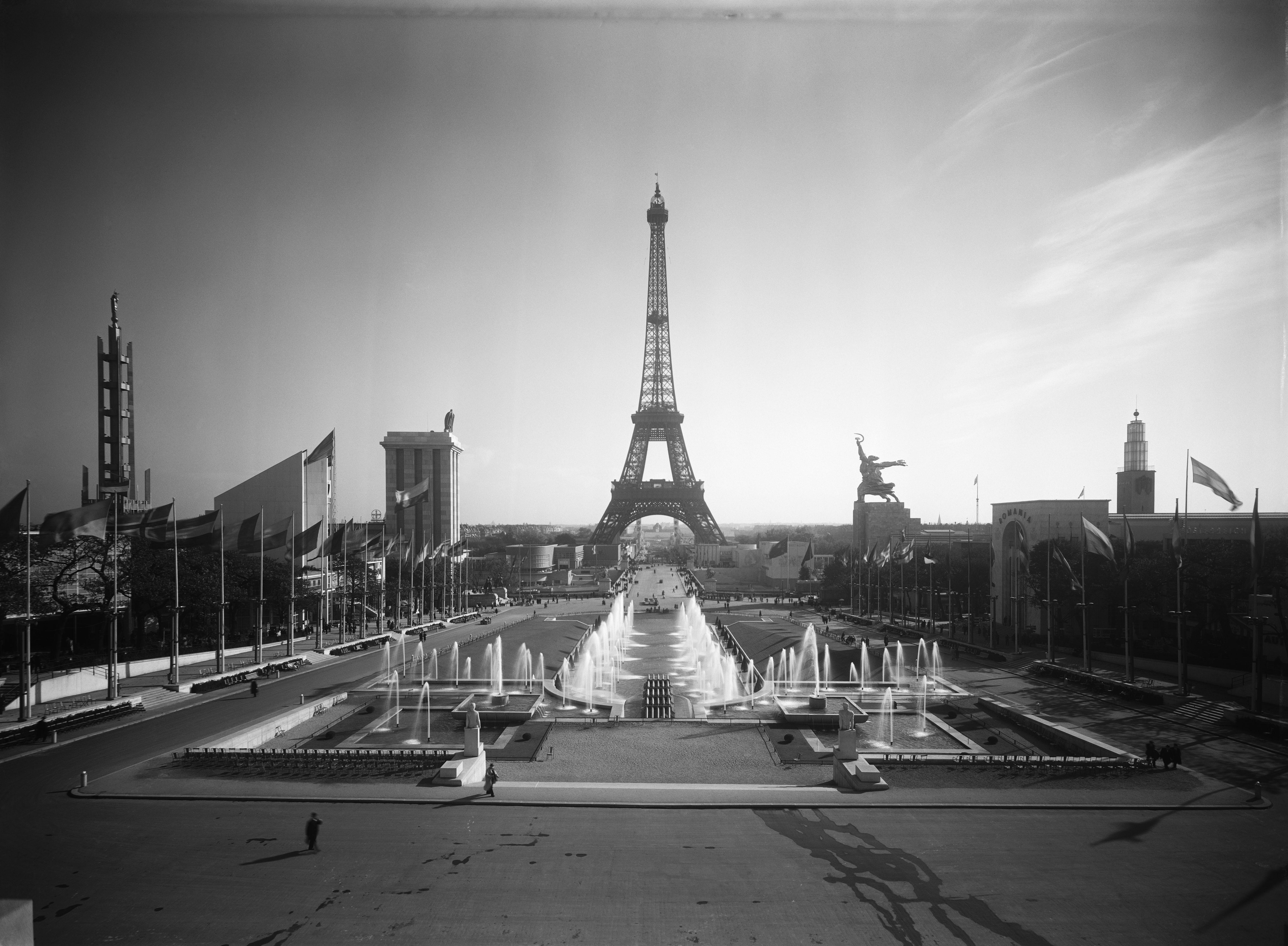
Panorama sur le site de l'Exposition de 1937 depuis le palais de Chaillot.
Les pavillons du Troisième Reich (à gauche) et de l'URSS (à droite) se font face de part et d'autre de la tour Eiffel.

La loi du 6 juillet 1934 décide l'organisation d'une Exposition internationale à Paris. Le 19 juillet, Edmond Labbé est nommé commissaire général par le gouvernement français. Il a, parmi ses collaborateurs, Henri Giraud et Paul Léon. Edmond Labbé doit rassembler différentes propositions du Parlement français dans un projet d'exposition cohérent. Il choisit de démontrer que l'art et la technique ne s'opposent pas mais que leur union est au contraire indispensable : « le Beau et l'Utile doivent être, dit-il, indissolublement liés ». Dans un contexte de crise économique et de tensions politiques internationales, l'Exposition de 1937 doit également promouvoir la paix : la couleur bleue doit dominer.
Le projet est, à l'origine, regardé comme modeste : l'Exposition s'installe principalement sur le Champ-de-Mars et dans les jardins du Trocadéro. Les terrains font l'objet de deux agrandissements successifs et s'étendent de l’esplanade des Invalides et du pont de l'Alma jusqu'à l'île aux Cygnes, avec des annexes prévues aux portes de l'Ouest de Paris.
De l'avis des architectes modernes, la préparation de l'Exposition internationale pour 1937 avait été mal engagée, ce qu'avait exprimé Robert Mallet-Stevens en démissionnant du comité préparatoire. C’est l'arrivée au pouvoir du Front populaire qui relance la participation de l’avant-garde à cette manifestation, alors que le contexte politique international est préoccupant et que le retour à l’ordre stylistique triomphe. Mallet-Stevens, qui intervient pour soutenir à nouveau les tenants de l'architecture moderne au sein du comité d'organisation, se voit alors confier cinq pavillons. Outre deux pavillons significatifs de la politique du gouvernement : celui de la Solidarité nationale et celui de l’Hygiène, dont il organise l’accès par deux rampes majestueuses, le long de la Seine, trois autres bâtiments lui sont commandés par des établissements industriels et commerciaux : le palais de l'Électricité et de la Lumière, particulièrement spectaculaire la nuit, le pavillon du monopole des tabacs et allumettes (suivant affiche) et celui des Cafés du Brésil. Il conçoit également, avec les frères Jean et Joël Martel, le Signal des Ciments français, qui prolonge leur expérience des arbres en « ciment armé » de l’Exposition de 1925.

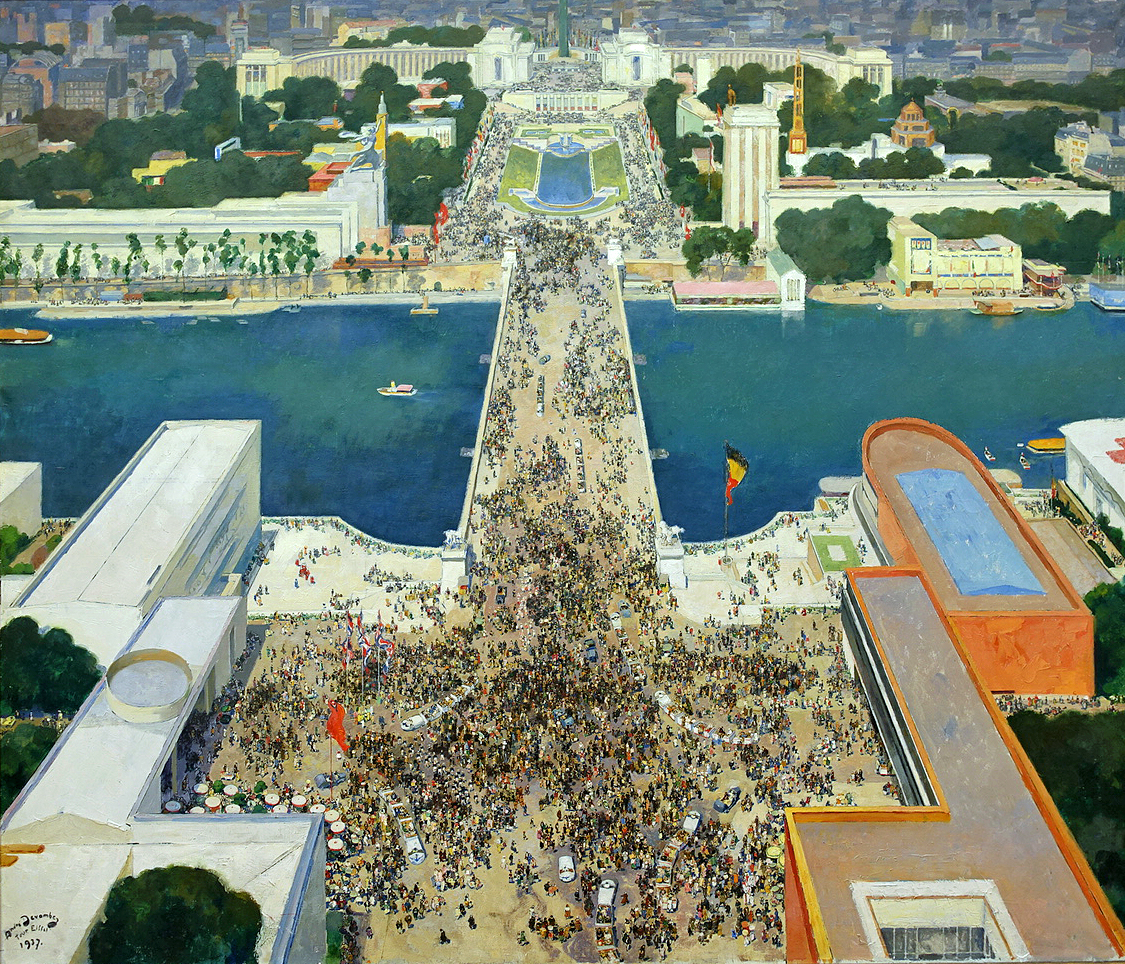
André Devambez, L'Exposition de 1937, vue de la tour Eiffel, 1937, musée des Beaux-Arts de Rennes.

La plupart des bâtiments et aménagements sont temporaires, à quelques exceptions près : 
- le palais de Chaillot remplace l'ancien palais du Trocadéro, qui a été détruit en 1935 ;
- la tour Eiffel est modernisée par la suppression des arcades du premier étage et la pose d’un nouvel éclairage ;
- le palais de Tokyo est construit sur les terrains de la manutention militaire et de l'ambassade de Pologne ; celle-ci est démolie et l'hôtel de Sagan acheté par l'État français est offert à la Pologne en compensation. Le palais de Tokyo reçoit d'une part le musée d'Art moderne de Paris et le musée national d'Art moderne d'autre part, dont les collections étaient jusqu'alors exposées au palais du Luxembourg ;
- le palais d'Iéna, construit pour abriter le musée national des Travaux publics qui ferme seize ans plus tard faute de visiteurs, accueille ensuite le Conseil économique et social ;
- la largeur du pont d'Iéna est doublée, cette fois par une construction en dur.

En 1936, les mouvements sociaux nés du Front populaire entraînent de grands retards dans les travaux (sauf pour le pavillon de l'URSS) et de nombreux incidents sur les chantiers : grèves, blocages. L'ouverture est prévue symboliquement le 1er mai, date importante pour un gouvernement de Front populaire. Tout retard ferait en effet l'objet de moqueries de la part de la droite. Le gouvernement cherche un homme énergique pour la faire respecter : il nomme Max Hymans comme nouveau commissaire général. Il faut payer des sur-salaires pour faire travailler les ouvriers le soir et le dimanche. Max Hymans remplit sa mission, ce qui contribue à former sa réputation d'homme énergique. Certains des bâtiments ne sont pas terminés. D'autres, appelés à durer, ne le seront qu'après l'Exposition, sans que le public ne le remarque, comme le palais d'Iéna, œuvre d’Auguste Perret, qui ne sera terminé qu'en 1946. Le jour de l'ouverture, les deux pavillons principaux, qui se font symboliquement face de part et d’autre de la tour Eiffel, sont terminés et reçoivent la médaille d'or de l'Exposition : celui de l'Allemagne du Troisième Reich et celui de l'URSS. Mais finalement l'Exposition ouvre le 25 mai, avec moins d'un mois de retard sur le calendrier prévu. Le Triomphe de la volonté de Leni Riefenstahl y est présenté en grande pompe et reçoit le prix du meilleur documentaire.

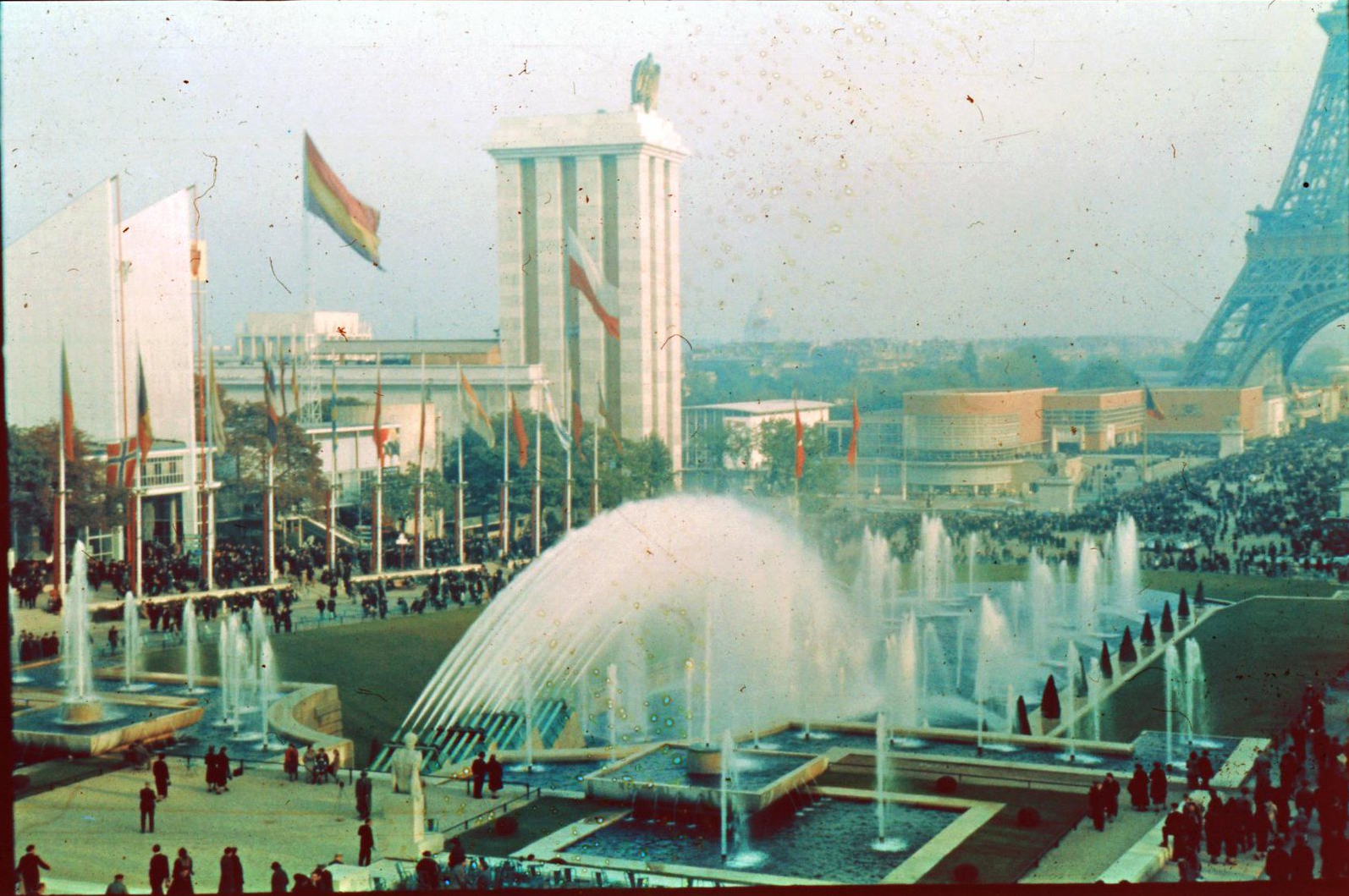
Vue sur l'Exposition universelle de 1937 à Paris.

### Plan général de l'Exposition

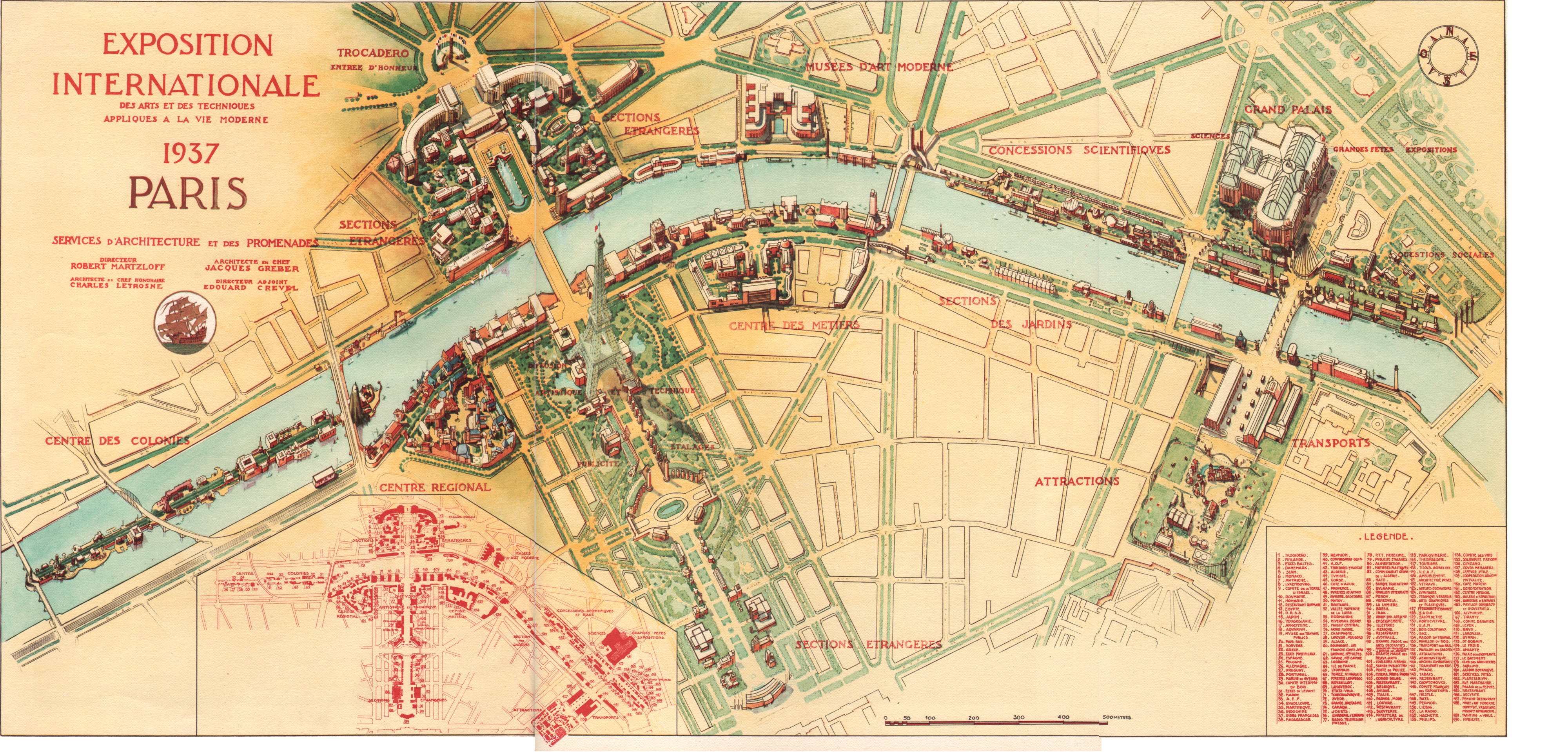
190 pavillons répartis en divisions étaient disposés entre la pointe de l'île aux Cygnes et la place de la Concorde, à cheval sur la Seine. L'entrée d'honneur se faisait par la place du Trocadéro. Des annexes existaient boulevard Kellermann, place de la Porte-de-Saint-Cloud et porte Maillot, reliées par un service de tramways.

| Détail du plan de l'exposition : zone du Grand Palais et des Invalides. · Détail du plan de l'exposition : zone du Trocadéro et de la Tour Eiffel. |

### États et territoires représentés
Les États souverains, la France et ses colonies, ainsi que des territoires placés sous mandat, disposent chacun d'un pavillon, pour un total de 55 bâtiments. Les sections étrangères se répartissaient dans les jardins du Trocadéro, autour des fontaines, et de l'autre côté du pont de l'Alma, aux pieds de la tour Eiffel et jusqu'à l'avenue bordant l’École militaire. Les colonies françaises sont regroupées sur l'île aux Cygnes. Un pavillon du « Comité de la Terre d'Israël » intitulé « Pavillon d'Israël en Palestine » et un restaurant roumain sont également présents.

« Cette rencontre est le dernier espoir pour la paix en Europe. Cinquante nations y sont représentées, mais l'image mythique de cette manifestation reste pour le monde entier celle de deux tours qui se font face : le pavillon de l'Allemagne hitlérienne et de la Russie stalinienne, chacune couronnée de motifs sculpturaux symboliques et agressifs : l'aigle nazi, et le couple de kolkhoziens brandissant la faucille et le marteau. »

- Afrique-Équatoriale française
- Afrique-Occidentale française
- Algérie
- Allemagne
- Argentine
- Australie
- Autriche
- Belgique
- Brésil
- Bulgarie
- Canada
- Comité de la Terre d'Israël
- Congo belge
- Danemark
- Estonie, Lettonie et Lituanie
- États pontificaux
- États du Levant
- Égypte
- États-Unis
- Espagne
- Finlande
- Grande-Bretagne
- Grèce
- Guadeloupe
- Haïti
- Hongrie
- Indes françaises
- Indochine
- Irak
- Israël en Palestine
- Italie
- Japon
- Luxembourg
- Madagascar
- Maroc
- Martinique
- Mexique
- Monaco
- Norvège
- Pays-Bas
- Pologne
- Portugal
- Pérou
- Réunion
- Roumanie
- Siam
- Suède
- Suisse
- Tchécoslovaquie
- Tunisie
- Union d'Afrique du Sud
- URSS
- Uruguay
- Venezuela
- Yougoslavie

## Principales réalisations  françaises

### Palais et pavillons
L'année de cette Exposition universelle est aussi celle des « grands travaux » de Robert et Sonia Delaunay, en même temps que celle des tensions sociales et internationales.

« L'Allemagne, l'URSS, l'Espagne, l'Italie, et même la France, se défient dans un concours de néo-classicisme grandiloquent, avec des bâtiments lourds et agressifs à l'opposé de l'objectif initial de l'Exposition qui était de regrouper tout ce qui unit les hommes et rien de ce qui les sépare. »

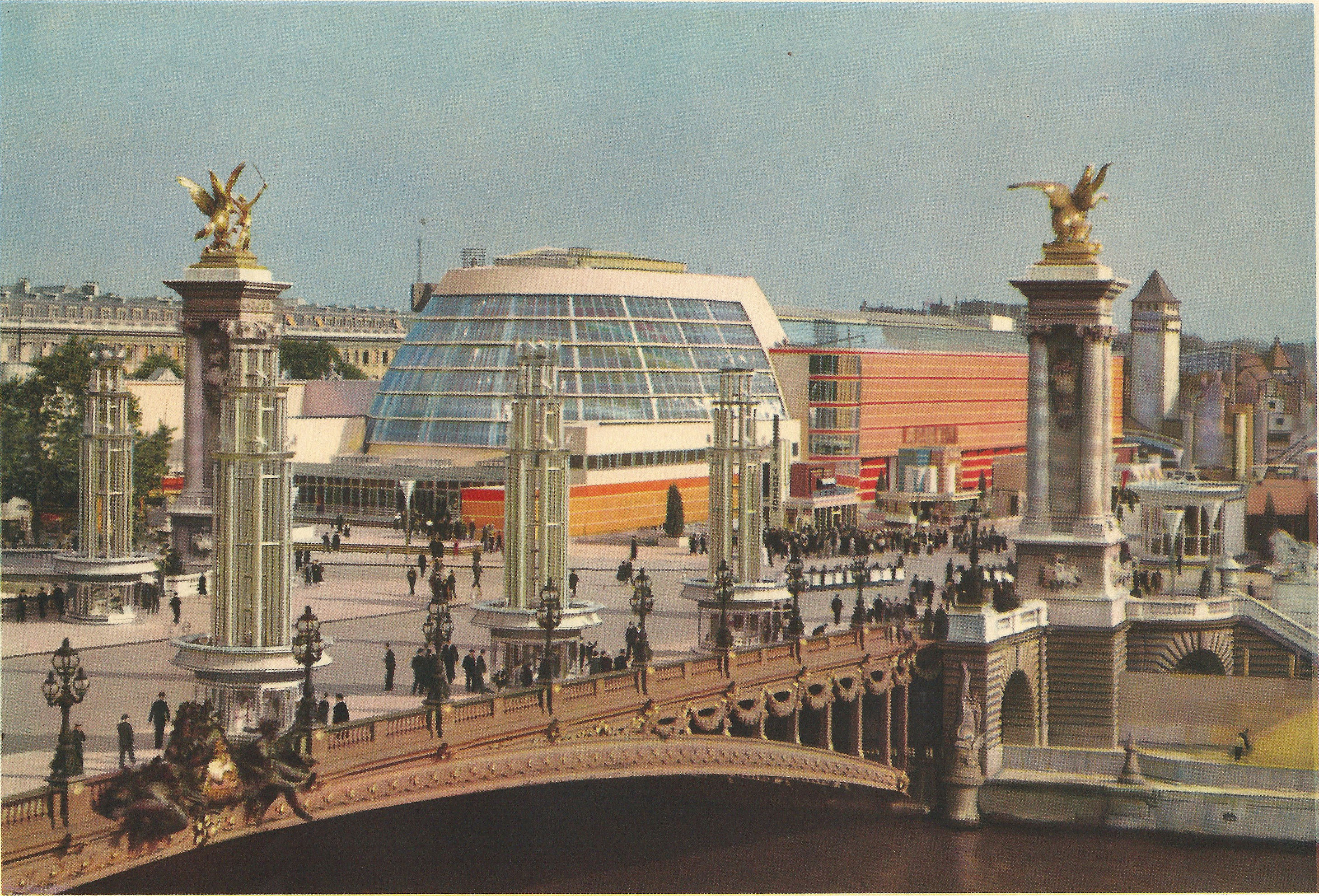
Le palais de l'air.

La France n'est pas plus novatrice que les autres pays, à l'exception de quelques réalisations comme le Palais de l'air et le Palais des chemins de fer décorés par Robert et Sonia Delaunay, ainsi que le Pavillon de la lumière de Robert Mallet-Stevens pour lequel Raoul Dufy réalise La Fée Électricité, considéré comme le plus grand tableau du monde jusque dans les années 1970, en hommage aux pionniers de l'électricité. Un disjoncteur de 500 000 volts (record mondial de la puissance) a été installé devant la fresque.
Situé dans l'axe du champ-de-Mars, le pavillon de la lumière en ferme la perspective par un mur incurvé de six cents mètres carrés, dont la surface est recouverte de perles, ce qui permet, le soir, de projeter des films en Cinémascope dont le procédé est dû au professeur Henri Chrétien.
Léon Blum a voulu que l'avant-garde soit présente durant cette manifestation. Il confie la décoration du palais des chemins de fer et du palais de l'air à Robert et Sonia Delaunay à la condition qu'ils fassent travailler cinquante peintres chômeurs. L'entreprise, gigantesque, est constituée d'une peinture de 780 m2 pour le palais de l'air, et d'une composition de 1 772 m2 pour le palais des chemins de fer auxquelles s'ajoutent des bas-reliefs de couleur et un panneau de 150 m2. Réunis dans un garage de la porte Champerret, les artistes ont vécu et travaillé en commun. Il y a notamment Jean Bertholle, Léopold Survage, Pierre Hodé, Roger Bissière, Jean Le Moal et Alfred Manessier.
Le pavillon de l'Éducation nationale était décoré d'une peinture de Gabriel Moiselet (1885-1961),  L'Activité dans les écoles supérieures de jeunes filles, qui réalisa également le décor du Comité olympique.

### Le Palais de la ville de Paris

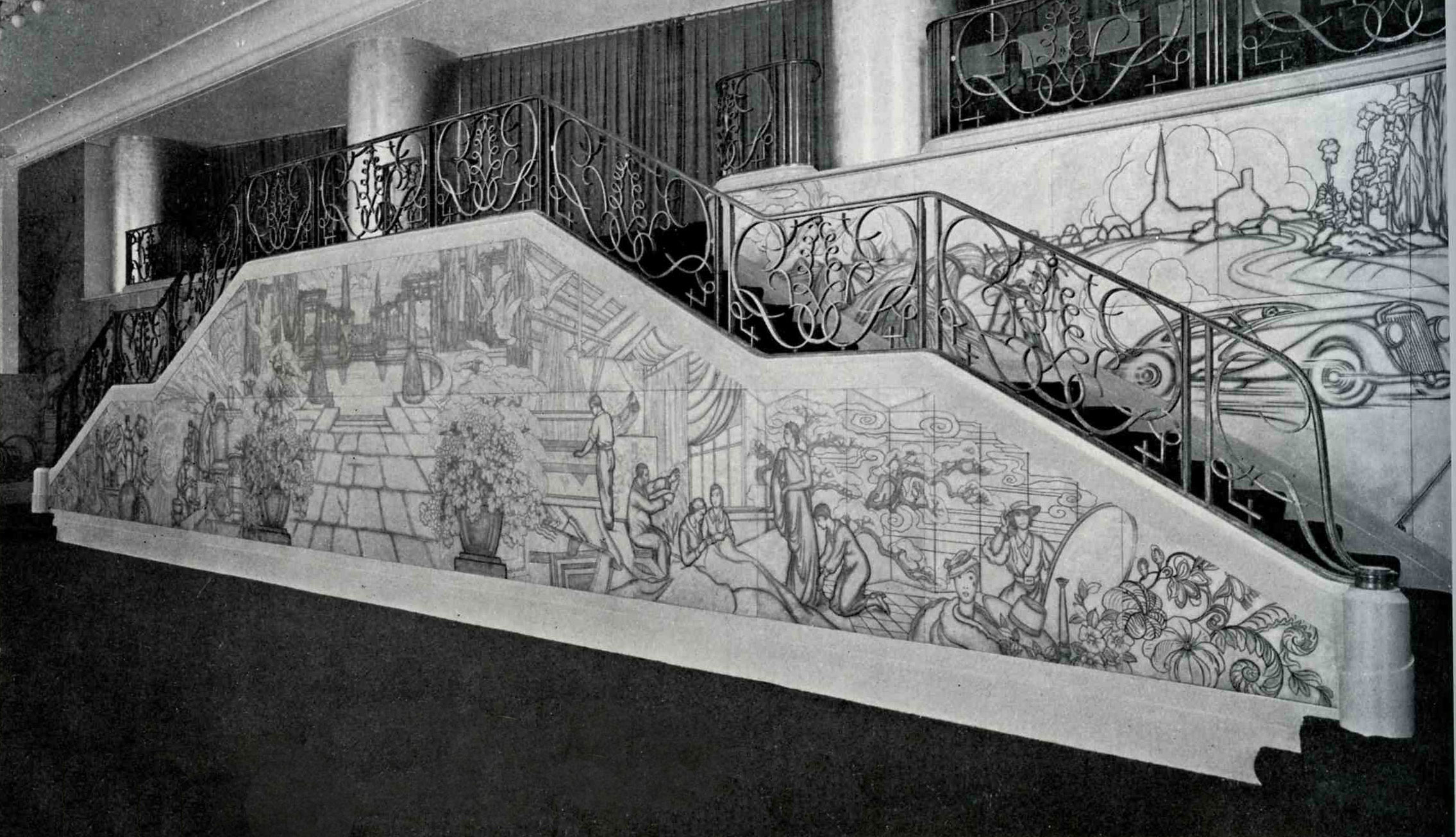
Escalier d’honneur du commissariat général de l’exposition, décor de Gaston Suisse, ferronnerie de Raymond Subes.

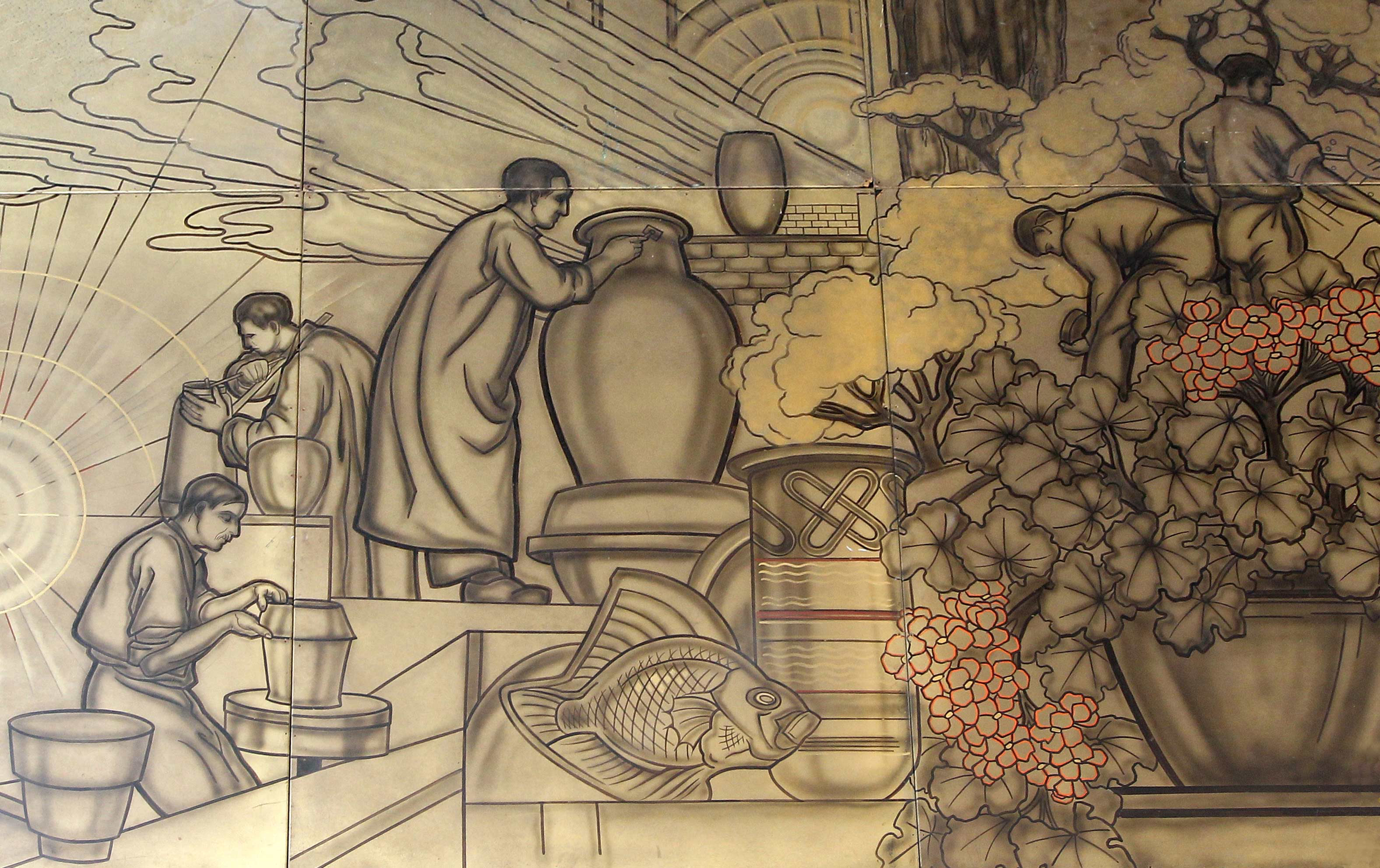
Gaston Suisse, La Dinanderie (détail de l’ensemble).

Sous la direction de l'architecte Charles Halley,, chargé du Programme d’aménagement du commissariat général et des salons de réceptions de la ville de Paris, dans le palais de Tokyo, occupé actuellement par le musée d’Art moderne de la ville de Paris, Gaston Suisse, assisté de Jean Durand, réalisa un ensemble de 128 panneaux laqués.
L’escalier d’honneur et la grande galerie de plus de 200 m2, permettant d'accéder aux salons de réception où les officiels recevaient les personnalités, furent décorés d’un ensemble présentant « l’art et la technique » dans la France de 1937. Pour ce travail, Gaston Suisse réalisa neuf ensembles qui, chacun, symbolisait un des thèmes abordés : les transports terrestres, intercontinentaux, la métallurgie, l’électricité, la technologie moderne, l’agriculture, le travail du bois, de la pierre, et l’artisanat d’art.

### Les décors muraux des pavillons
Pour le palais des chemins de fer, Robert et Sonia Delaunay exécutent plusieurs grandes peintures murales de 225 mètres carrés chacune, parmi lesquelles : Voyages lointains. Sonia Delaunay a créé d'autres peintures monumentales de très grand format pour le palais de l'air, aujourd'hui conservées en Suède à Lund au musée des Esquisses, notamment Moteur d'avion et Hélice et tableau de bord ; elle obtiendra la médaille d'or. De ses peintures monumentales, il reste également Portugal conservée à Paris au musée national d'Art moderne, dont un dessin, Étude pour Portugal, peinture murale, gouache sur papier, 38,5 × 93 cm, est également conservé au National Museum of Women in the Arts de Washington.
Robert Delaunay aborde ainsi l'art mural à grande échelle. Dès 1935, il avait été pressenti pour participer à cette gigantesque exposition, mais, contrairement à de nombreux artistes, il n'a fait aucun acte de candidature. L'attention a été attirée sur lui grâce à une exposition intitulée Revêtements muraux en relief et en couleurs de Robert Delaunay réalisée cette même année par la revue Art et Décoration. Il s'en explique dans la revue Commune : « Moi artiste, moi manuel, je fais la révolution dans les murs. En ce moment, j'ai trouvé des matériaux nouveaux qui transforment le mur, non seulement extérieurement mais dans sa substance même. Séparer l'homme de l'art ? Jamais. Je ne peux pas séparer l'homme de l'art puisque je lui fais des maisons. » Pour la décoration du palais du chemin de fer, il reproduit à grande échelle son tableau Rythme sans fin, avec la volonté de  mettre l'avant-garde à portée de tous.
Les travaux de Sonia et Robert Delaunay et des autres artistes ayant œuvré dans les deux pavillons ont été présentés au centre national d'art et de culture Georges-Pompidou, qui conserve dix panneaux monumentaux et plusieurs dessins et maquettes des deux artistes, à l'occasion de la rétrospective Robert Delaunay tenue du 15 octobre 2014 au 12 janvier 2015 et de l'exposition Sonia Delaunay au musée d'Art moderne de la ville de Paris du 17 octobre 2014 au 22 février 2015.
Pour le théâtre de Chaillot, de nombreux panneaux muraux, toujours en place, furent également commandés aux artistes, notamment ceux de l'escalier du foyer confiés aux nabis Pierre Bonnard, Édouard Vuillard et Ker-Xavier Roussel.
D'autres furent commandés à Fernand Léger, qui en confiera la réalisation à grande échelle à son élève Asger Jorn.

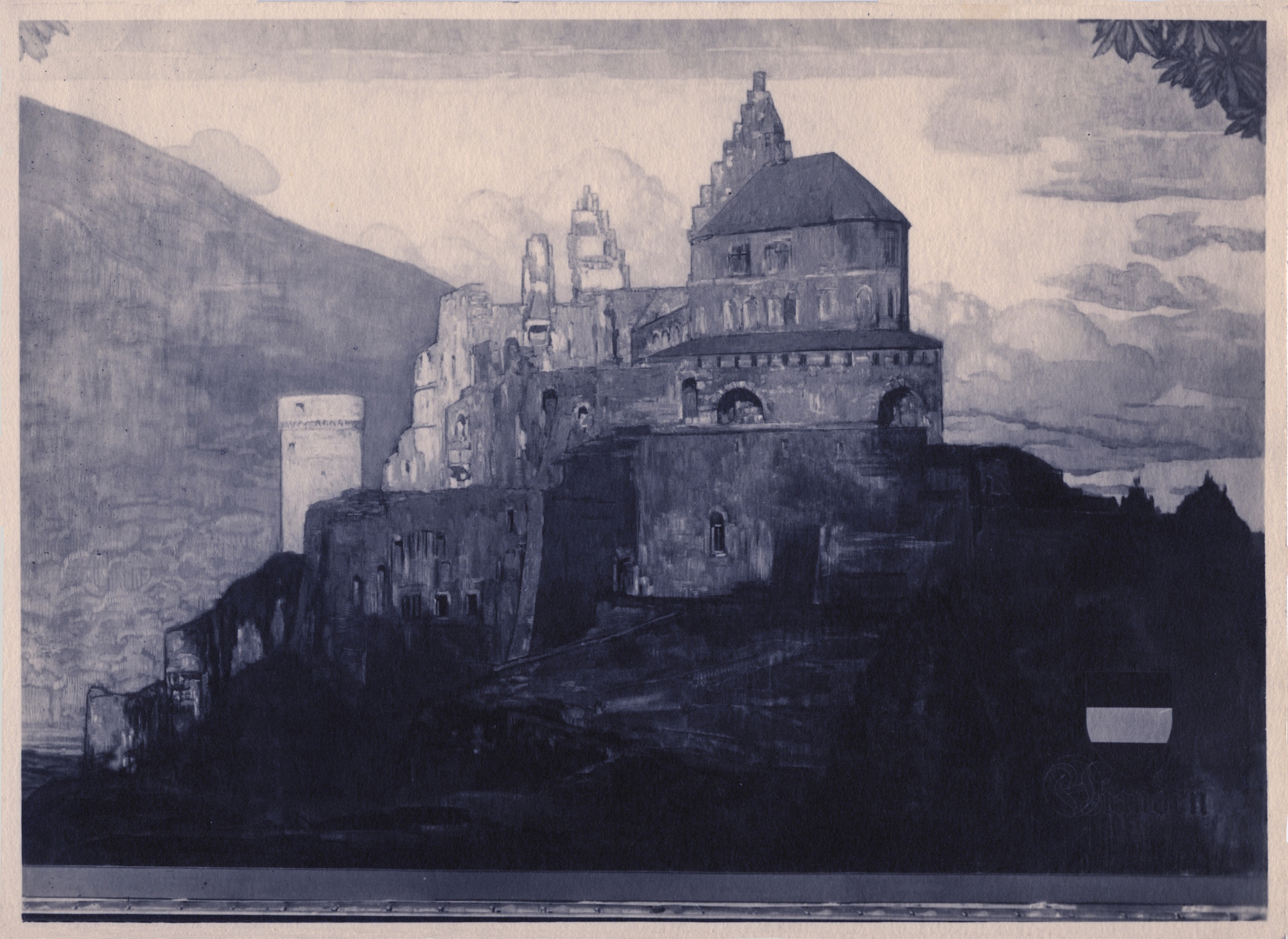
Paul Jouve, château de Vianden, salon d'honneur, pavillon du Luxembourg.

Pour le pavillon du Luxembourg, dans le salon d’honneur, quatre grandes peintures, deux de sept mètres de long représentant les châteaux de Vianden et de Bourscheid, et deux de cinq mètres représentant les châteaux de Esch-sur-Sûre et de Bourglinster (lb), furent réalisées par Paul Jouve, reliées entre elles par des arbres stylisés.

#### Le pavillon des Temps nouveaux
Conçu par Le Corbusier et Pierre Jeanneret, cet édifice n'avait aucun rapport avec l'architecture quelque peu « antiquisante » des pavillons de l'URSS, de l'Allemagne et même de certaines réalisations françaises parmi les plus spectaculaires. Le Corbusier avait proposé de construire en grandeur réelle une unité d'habitation pour trois mille habitants, permettant de montrer aux visiteurs toutes les techniques nouvelles en ce domaine (isothermie, insonorisation, chauffage…). Une telle réalisation ne pouvait être financée que si le bâtiment restait en l'état après l'Exposition et, de fait, se trouvait définitivement utilisé. Le Parlement et la direction générale des Beaux-Arts donna[pas clair] son aval au projet, mais se réserva le droit, en tant que propriétaire du terrain, de tout démolir après l'Exposition.
L'ambitieux projet fut réduit à un pavillon de toile, sorte de tente dite pavillon des Temps nouveaux, soutenue par des pylônes d'acier, et située sur un terrain annexe de la porte Maillot.

### Centre régional
Le Centre régional, situé à l'ouest du Champ-de-Mars, sur le quai de Seine, entre l'île aux Cygnes et la tour Eiffel, regroupe les pavillons de vingt-cinq régions françaises.
Les panneaux de la fontaine du « pavillon landais » se trouvent square des Anciens-Combattants à Mont-de-Marsan.
Le peintre Yvan Gallé a décoré le pavillon de la région Poitou. Il orna le pavillon d'une monumentale huile sur toile de huit mètres sur deux, qui représente la côte Atlantique de Nantes à Bordeaux encadrée de deux galions et intitulé logiquement La côte Atlantique. Le tableau a été vendu en 2008 chez Drouot.
Pierre-Gaston Rigaud réalise la fresque Lot et Garonne - Gers avec son fils Jean pour le pavillon de Guyenne et de Gascogne et ils reçoivent une médaille d'or.
Le pavillon de la Normandie est dû, entre autres, au Dieppois Georges Feray et au Coutançais André Robinne.
Le pavillon de la Bretagne se trouve le long des berges de la Seine. Le bâtiment est dessiné par l'architecte rennais Charles Coüasnon et la scénographie des salles est de Joseph Gauthier, Louis Garin, Jacques Motheau et René-Yves Creston. Le portail en ferronnerie par Edgar Brandt a été conservé et se trouve maintenant à Rennes, à l'entrée de la Chambre de métiers et de l'artisanat d'Ille-et-Vilaine. Il accueille une mappemonde de faïence de 1,60 m de diamètre réalisée par René-Yves Creston. À la fin de l'exposition, le pavillon est démonté, et remonté en 1938 à Seraincourt (Val-d'Oise) pour servir de mairie.

### Centre des métiers
Le Centre des métiers, situé à l'est du Champ-de-Mars, sur le quai de Seine à l'emplacement actuel du musée du quai Branly, regroupe :
- l'agriculture ;
- l'ameublement ;
- l’architecture privée ;
- les arts graphiques ;
- les arts plastiques ;
- la bijouterie ;
- le bronze ;
- la céramique et la verrerie ;
- la décoration ;
- la ferronnerie ;
- le luminaire ;
- la parure et la mode ;
- la maroquinerie ;
- un restaurant de prestige ;
- le thermalisme ;
- le tourisme ;
- la tapisserie ;
- les vitraux.

### Entreprises

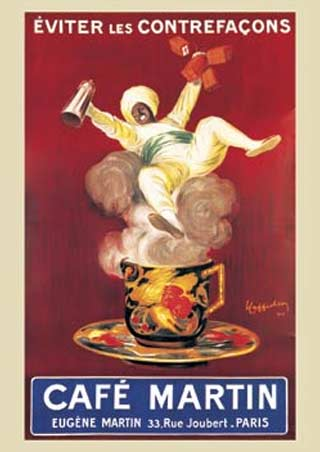

Un grand nombre d'entreprises et de corporations françaises, publiques et privées, mais aussi étrangères, possèdent un pavillon :
- Banque transatlantique ;
- Bata ;
- Brun ;
- Byrrh ;
- Café Martin ;
- Cafés du Brésil ;
- Cinzano ;
- Club des architectes ;
- Comité bananier ;
- Comité des vins ;
- Hachette ;
- Larousse ;
- Lefèvre-Utile ;
- Lever ;
- Liebig ;
- Manufacture des Gobelins ;
- Grands Magasins du Louvre ;
- Nestlé ;
- Palais du Froid, architecte Maurice Fournier[pas clair] ;
- Pernod ;
- Philips ;
- Saint-Gobain ;
- Société des artistes décorateurs (SAD) ;
- Sarlino ;
- Service d'exploitation industrielle des tabacs et des allumettes ;
- Tiranty ;
- Union corporative des artisans français (UCAF) ;
- Union des artistes modernes (UAM).

### Le planétarium
L'Exposition permet la construction du premier planétarium de France, alors que ce type d'installation existe depuis une dizaine d'années, par exemple à Stockholm ou Chicago. À la suite d'un débat portant sur son emplacement, il n'est finalement pas intégré au sein du complexe de pavillons mais positionné dans le parc d'attractions. Il est dirigé par Reysa Bernson, une astronome ayant consacré une intense activité à l'éducation astronomique notamment de la jeunesse. Il accueille 800 000 visiteurs en six mois, et ce succès contribue à l'installation d'autres planétariums en France dans les années ultérieures.

### LeSanta-Maria, musée flottant de la Grande pêche
Construit en 1911, le Santa-Maria est un trois-mâts goélette conçu pour la pêche à la morue sur les bancs de Terre-Neuve. En 1933, après 22 campagnes de pêche, il est mis en vente et est acheté par l'armateur François Dauphin, qui le transforme en musée flottant de la Grande Pêche. Musée itinérant, le navire est d'abord démâté à Rouen, afin de lui permettre de passer sous les ponts parisiens, puis est remorqué jusqu'à Paris en vue de l'Exposition universelle, où il est amarré au quai d'Orsay près du pont Alexandre-III. À l'intérieur sont présentés des objets et des photographies associés à la Grande pêche, mais également quatorze dioramas réalisé par le peintre de marine Roger Chapelet.

## Les pavillons étrangers

### Pavillon de l'Allemagne

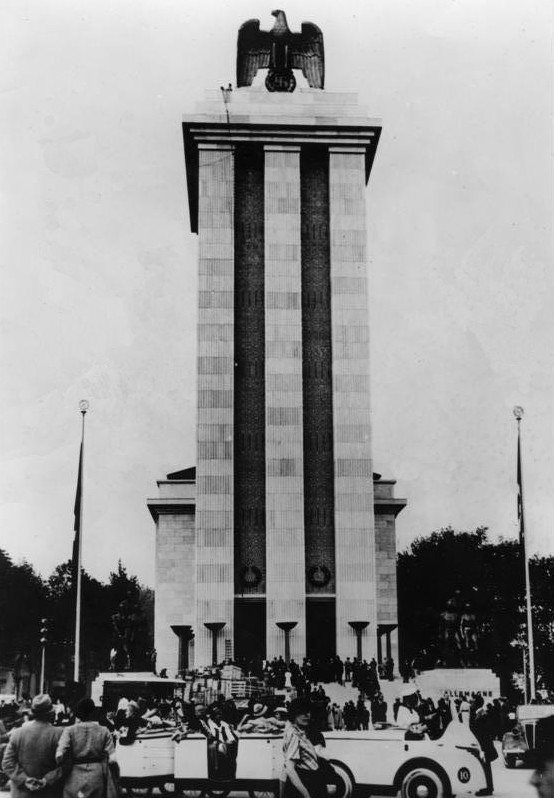
Le pavillon allemand.

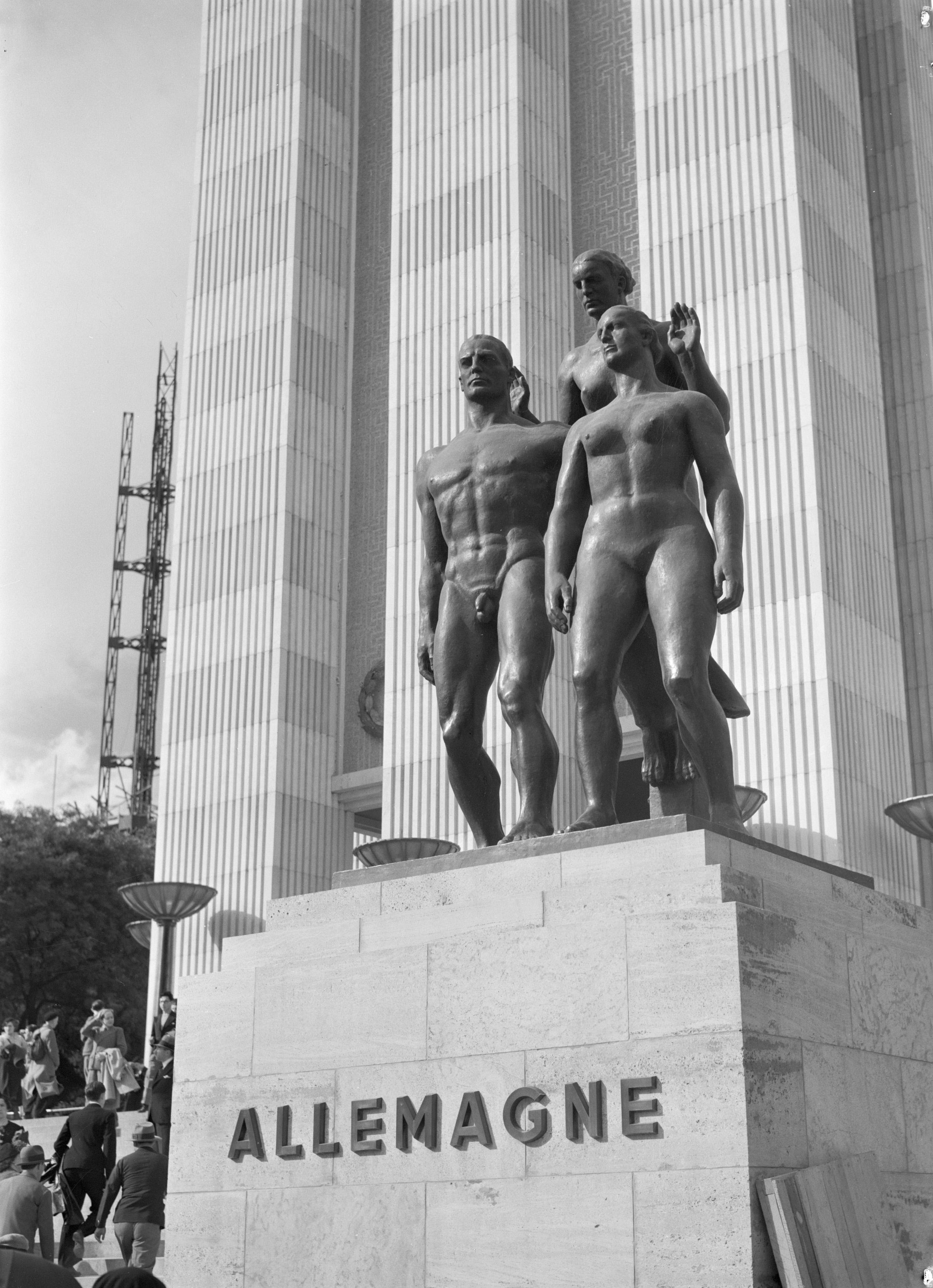
Le groupe La Famille devant le pavillon, par Josef Thorak.

Haut de 54 mètres, couronné d'un aigle tenant une croix gammée dans ses serres, le pavillon de l'Allemagne a été conçu par Albert Speer, architecte en chef du Parti nazi et futur ministre des Armements du Reich, et aménagé intérieurement par Woldemar Brinkmann. Il a fallu des tonnes de matériaux et un nombre impressionnant d'ouvriers allemands venus par trains entiers d'outre-Rhin pour construire ce mastodonte d'acier recouvert de pierre. Les maquettes du pavillon sont visibles sur le site de la médiathèque de l'architecture et du patrimoine de Paris. 

« Comment imaginer, devant la pauvreté architecturale de ce néo-classicisme factice et grandiloquent que l'Allemagne était encore, il y a peu de temps, la patrie du Bauhaus. »

« Le Pavillon du IIIe Reich est un des deux pavillons vedettes, énormes, qui se font face comme un défi : le pavillon de l'Allemagne surmonté d'un aigle énorme, livré aux mains de l'architecte Albert Speer en contradiction avec l'inventivité du Bauhaus, et le pavillon de l'URSS de Boris Iofane, prototype de l'architecte stalinien que domine un gigantesque couple musclé brandissant une faucille et un marteau. »
Des années après l'exposition, Speer dira dans ses mémoires : « Les emplacements étaient répartis de telle manière que le pavillon allemand et le pavillon soviétique devaient se faire face, trait d’ironie de la direction française de l’Exposition. Le hasard voulut qu’au cours d’une de mes visites à Paris, je m’égare dans une salle où se trouvait la maquette secrète du pavillon soviétique. Sur un socle très élevé, une sculpture d’une dizaine de mètres de hauteur s’avançait triomphalement vers le pavillon allemand. Voyant cela, je conçus un cube massif, rythmées par de lourds pilastres, paraissant arrêter cet assaut, tandis que, du haut de la corniche de ma tour, un aigle, la croix gammée dans ses serres, toisait du regard le couple soviétique ».

#### Groupes sculptés
Devant le pavillon, deux ensembles de sculptures, l'un La Camaraderie à gauche et l'autre, La Famille à droite, sont les œuvres de Josef Thorak, Autrichien, sculpteur officiel du Reich. Elles sont fondues en 1949.

### Pavillon de l'Espagne

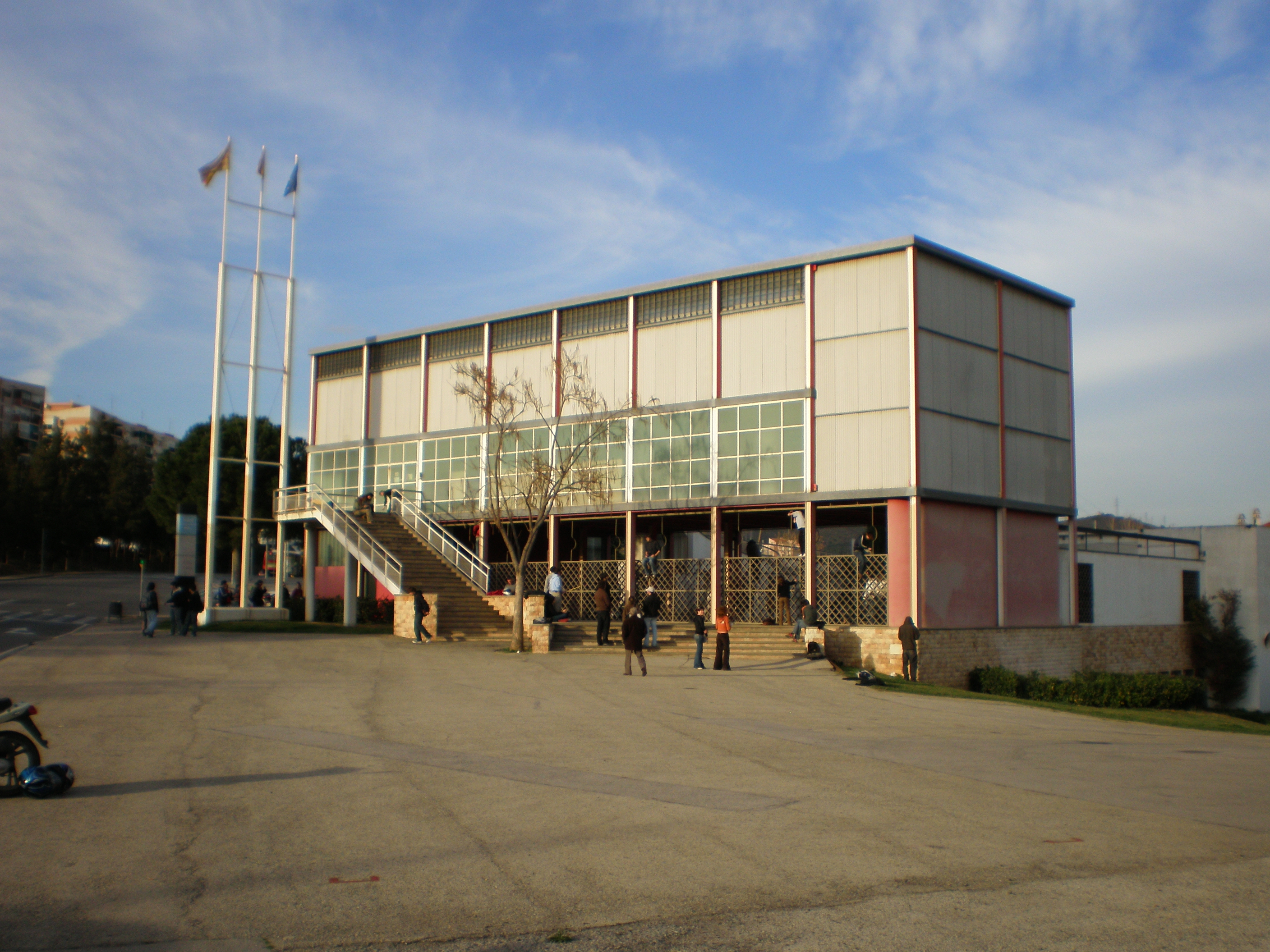
Réplique du pavillon de l'Espagne à Barcelone, actuelle bibliothèque de l'université de Barcelone.

La présentation de Guernica a lieu dans le pavillon de la Seconde République espagnole, mais elle n'est pas célébrée comme une réussite. La réception de cette œuvre est fort mauvaise, car la plupart des œuvres récentes du peintre étaient inconnues du grand public. D'autre part, les dirigeants républicains espagnols jugeaient l'œuvre « anti-sociale, ridicule, et tout à fait inadéquate à la saine mentalité du prolétariat. Il fut même question de la retirer du pavillon. Elle fut jugée formaliste par les communistes ». Aragon fit état de sa réserve, et la pire critique vint de Clement Greenberg, alors marxiste : « Cette immense peinture fait penser à un fronton portant une scène de bataille, qui serait passé sous un rouleau compresseur en mauvais état. »
Calder expose, devant Guernica, la Fontaine de mercure, une fontaine perpétuelle dans laquelle coule du mercure, actuellement conservée à la fondation Miró, en hommage aux mineurs des mines de mercure de la ville espagnole d'Almadén qui résistaient alors au franquisme,. Juan Navarro Ramón expose une toile intitulée Te vengaremos, aujourd'hui conservée à Barcelone au musée national d'Art de Catalogne. Joan Mirò affirmera son opposition à Franco en réalisant un pochoir-affiche Aidez l'Espagne, ainsi qu'un grand panneau intitulé El Segador (le Faucheur), incarnation de la révolte des paysans catalans.

### Pavillon de la Finlande
Son concepteur est le designer Alvar Aalto. Les architectes français collaborateurs d'Aalto sont : Albert Drouet Alphonse Jouven, Bier et Éric Bagge. Alvar Aalto fait partie avec Le Corbusier du congrès international d'architecture moderne (CIAM) qui se tient cette même année à Paris.

### Pavillon d'Israël en Palestine

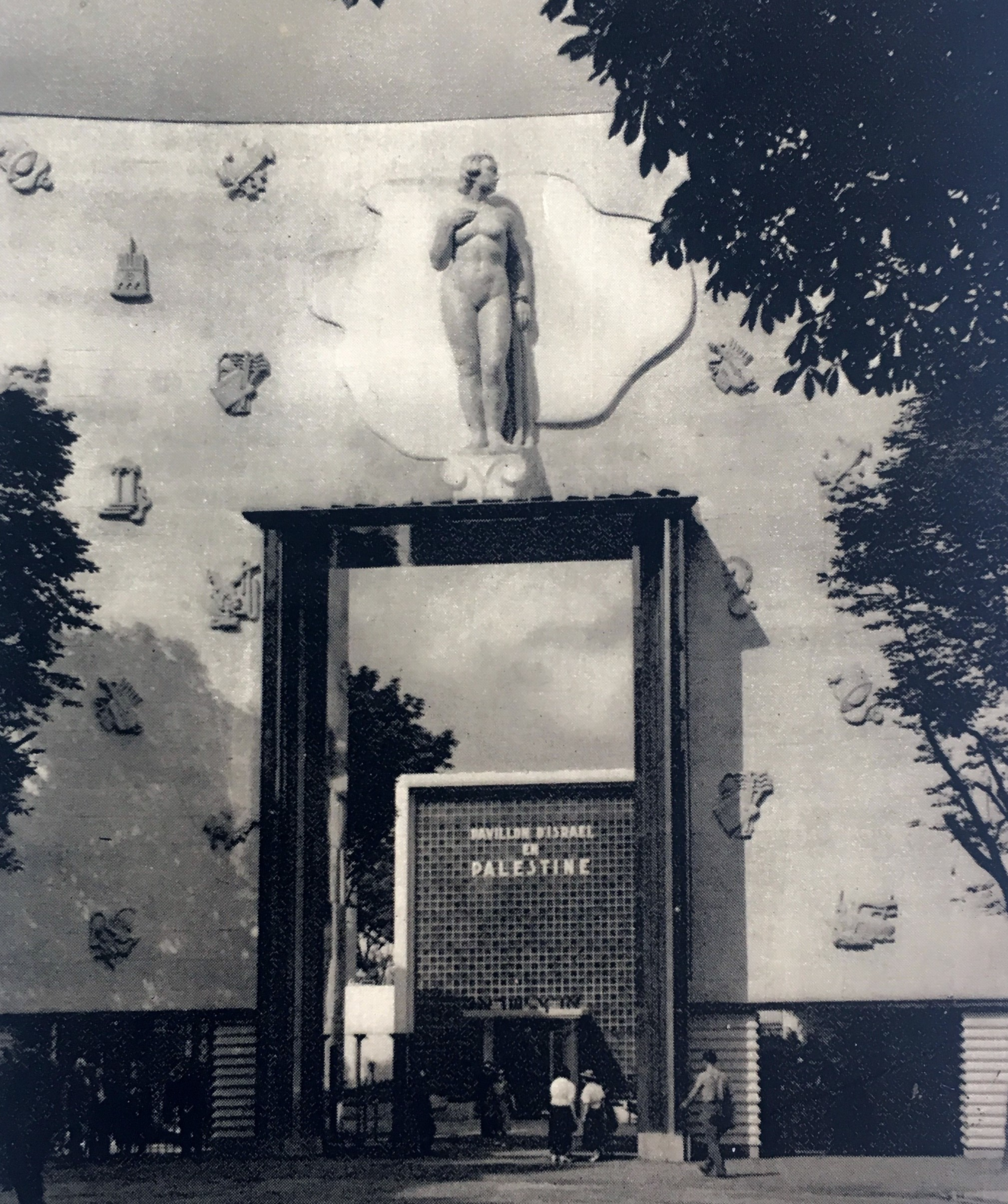
Pavillon d'Israël en Palestine.

Le pavillon du Comité de la Terre d'Israël, dont le fronton portait « Pavillon d'Israël en Palestine » présentait des documents sur la structure politique et sociale de la patrie juive de Palestine, sur le développement économique, l'agriculture, l'industrie, la vie intellectuelle, les recherches techniques et le tourisme. Il y était évoqué les figures de Lord Arthur Balfour, de Dizengoff, le fondateur de Tel Aviv, du baron Edmond de Rothschild et du poète Haïm Nahman Bialik.

### Pavillon du Portugal

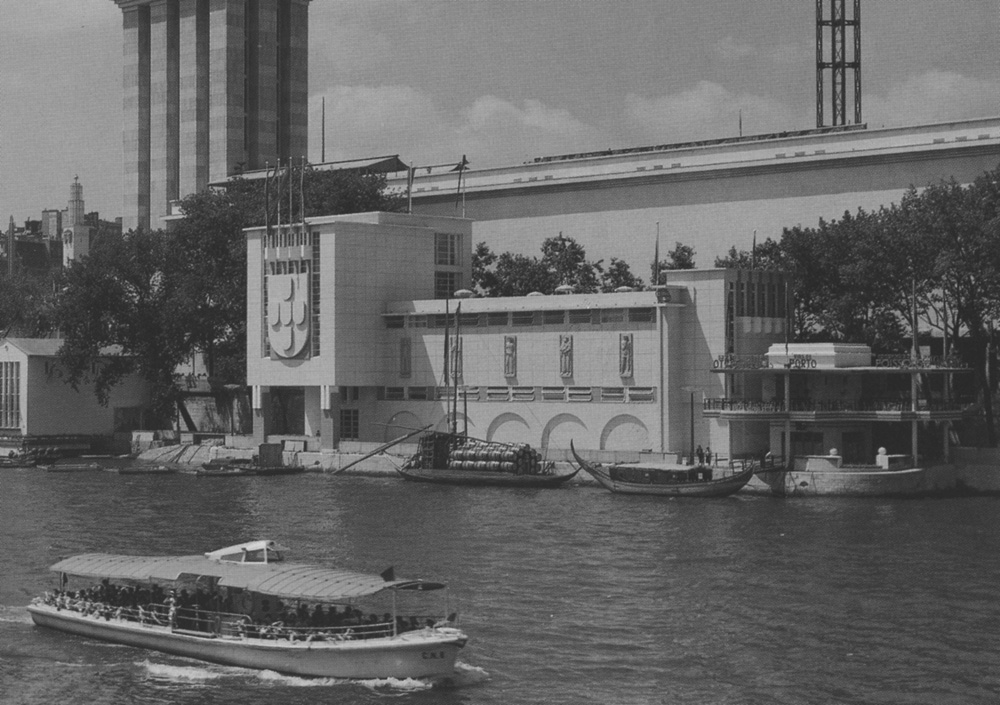
Le pavillon portugais.

Le pavillon du Portugal, alors connu sous le nom d'Estado Novo pendant le régime salazariste, fut imaginé et créé par l'architecte, photographe et peintre portugais Francisco Keil do Amaral. Ce dernier a souhaité concilier modernisme et traditionalisme, en montrant que la production du pays avait su évoluer sans que le progrès industriel n'anéantisse l'héritage culturel et ancestral portugais, représenté à travers la mise en avant de divers objets typiques de l'artisanat de chaque régions du Portugal. Le pavillon a été officiellement inauguré le 10 juin 1937 sous le nom « Pavillon des Temps Nouveaux » (Pavilhão dos Novos Tempos) et António Ferro en fut le commissaire d'exposition. Le pavillon aborde une forme compacte avec des touches Art déco et symétriques, avec des balcons à l'étage supérieur et un large couloir au rez-de-chaussée. Son volume est plus élevé dans le bloc central et le tout est marqué par les armoiries du Portugal, couronnées par de fines colonnades où sont dépeintes des croix du Christ, qui se fondent dans un jeu de lignes perpendiculaires[réf. à confirmer].
Le bâtiment se trouvait juste à côté de celui de l'Allemagne, en bord du quai de la Seine où était ancré des reproductions de rabelo, des barques qui transportent les tonneaux de vin du porto sur le Douro, tout en côtoyant diverses terrasses et esplanades. L'intérieur du pavillon abritait une salle des colonies portugaises, une salle d'exposition sur l'artisanat, une salle sur les découvertes scientifiques récentes ainsi que sur la synthèse des produits agricoles et d'une salle sur le tourisme. Dans le salon d'honneur trônait une statue du président de la République portugaise, le général Óscar Carmona. En 1942, le régime portugais remettra le pavillon à l'honneur avec un film commémoratif et documentaire d'António Lopes Ribeiro,.

### Pavillon de l'Italie
« Il est construit dans le style d'un décor de cinéma pompeusement artificiel qui entend rappeler les fastes de la Rome antique. »

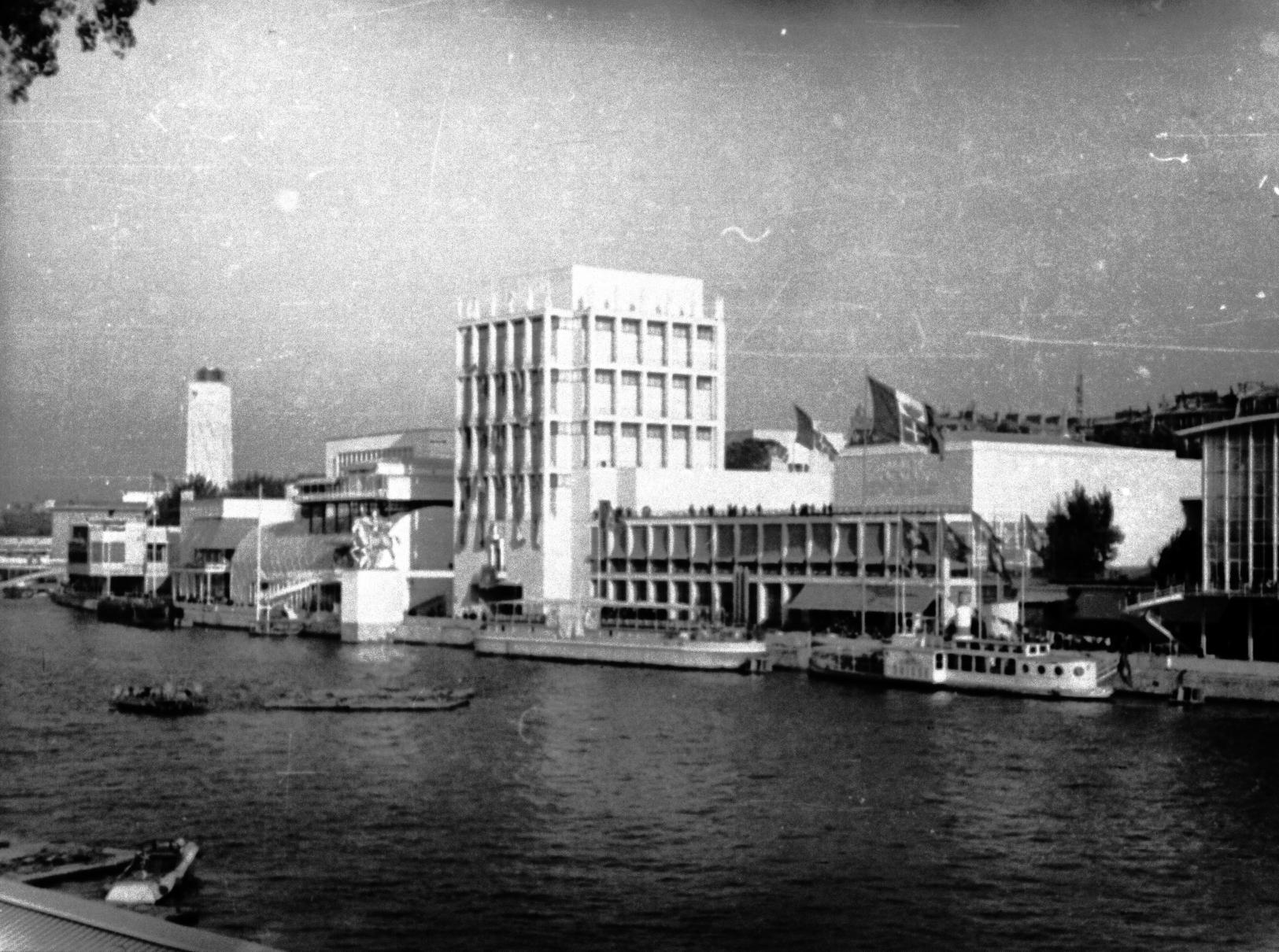
Pavillon italien, avec la statue du Génie du fascisme de Georges Gori.

On peut en voir plusieurs facettes sur le site de la médiathèque de l'architecture et du patrimoine. Conçu par Marcello Piacentini, cette réalisation était, selon Hugo Delarbre, un succès en termes de propagande et un bel exemple de l'esthétique fasciste dans le style licteur. Il est surmonté d'une statue équestre symbolisant le génie de l'Italie.

### Pavillon du Japon
Le pavillon japonais, avec sa structure métallique légère ajourée de portiques et claustras élevée sur de fins pilotis et sa passerelle d'accès, a été réalisé par Junzō Sakakura, un disciple de Le Corbusier, qui deviendra le fer de lance du mouvement moderne au Japon, après avoir obtenu le Grand Prix de l'exposition pour ce pavillon national.

### Pavillon de Luxembourg

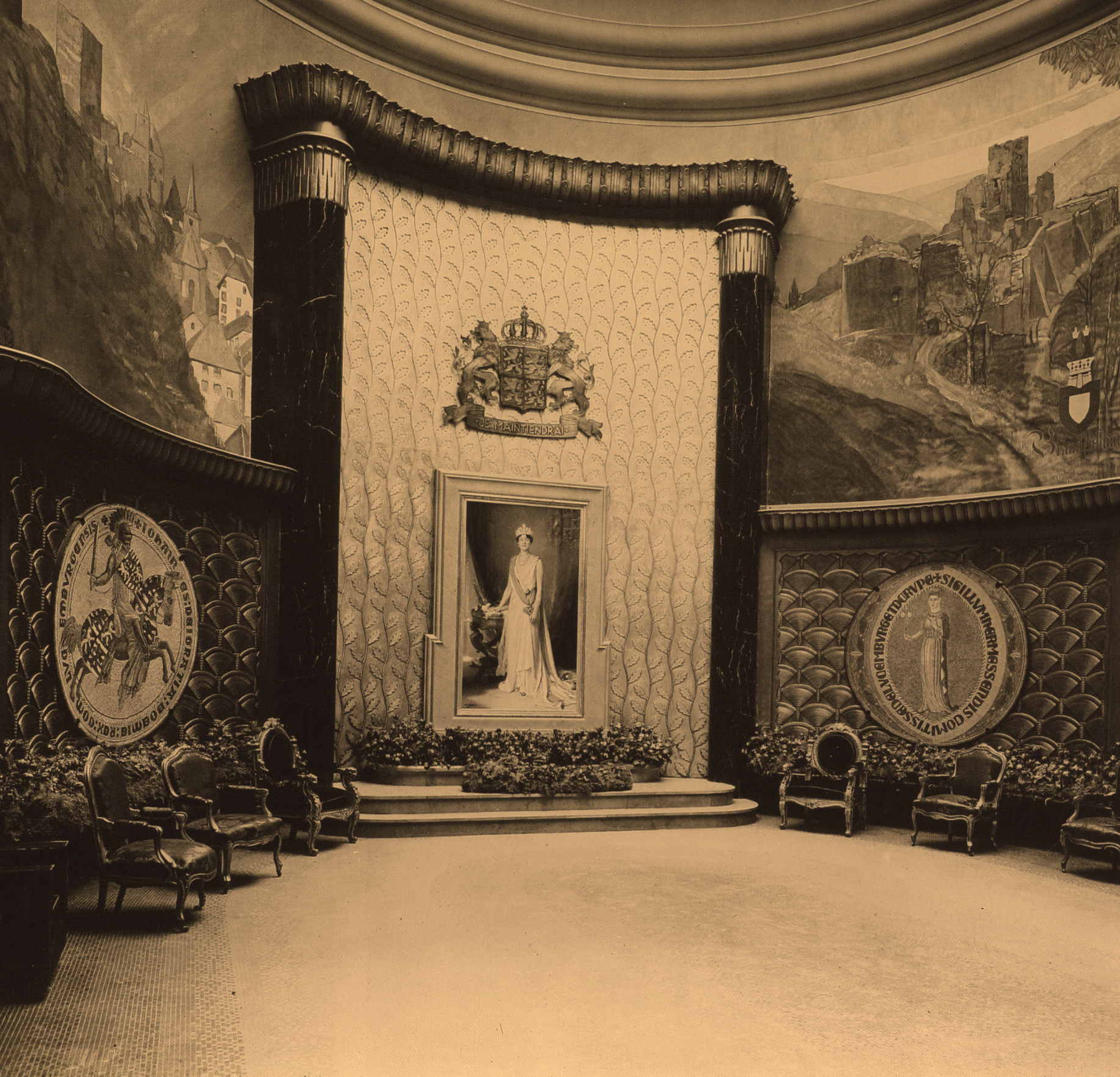
Salon d'honneur du pavillon de Luxembourg.

Construit par l'architecte luxembourgeois Nicolas Schmit-Noesen dans les jardins conçus par l’architecte paysagiste urbaniste Henry Luja, le pavillon du grand-duché du Luxembourg, d'une conception volontairement sobre dans ses lignes extérieures, met en valeur ses parties artistiques. Sa façade principale supporte un grand bas-relief réalisé par les artistes luxembourgeois Pierre Blanc, Kratzenberg, Nossbuch et Deitz. « La décoration de la porte principale est formée de figures allégorique représentant le travail de la terre, le travail du sous-sol et le travail du fer réalisées par Gustave Frémont ».
À l'intérieur, dans la salle d’honneur du pavillon, sur grand fond doré et gravé, se détache le portrait en pied de S.A.R Mme la grande-duchesse de Luxembourg par le peintre Hubert-Denis Etcheverry, entouré par quatre grandes peintures de Paul Jouve, qui revêtent les panneaux latéraux. Elles reproduisent quatre vieux châteaux forts : Vianden, Bourscheid, Esch-sur-Sûre et Bourglinster (lb).

### Pavillon de l'URSS

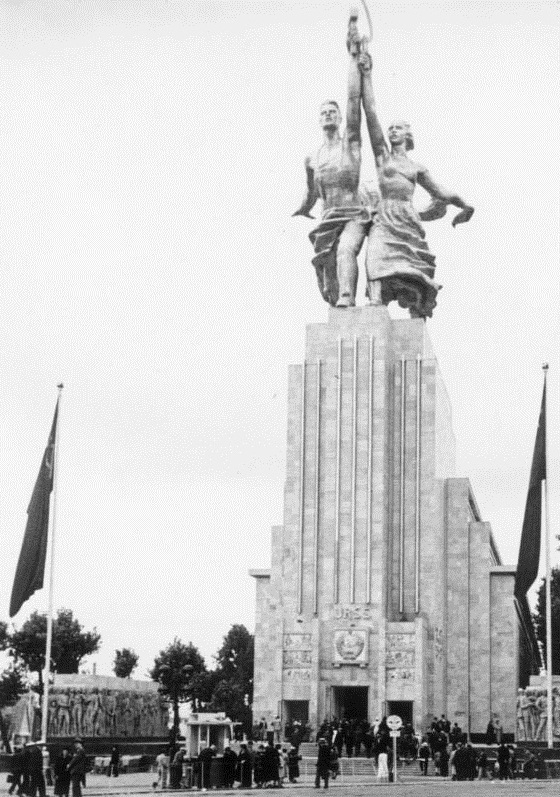
Le pavillon de l'URSS, avec à son sommet L'Ouvrier et la Kolkhozienne de Vera Moukhina.

Il fait face au pavillon de l'Allemagne. On ne trouve, dans cette architecture, aucune trace de la période constructiviste russe. Le pavillon de l'URSS, long de 160 m, a été conçu par Boris Iofane et Vera Moukhina, qui a réalisé la sculpture. Il a une façade recouverte de marbre sur laquelle est inscrit « 1917-1937 » pour bien marquer que l'histoire de ce pays a commencé il y a vingt ans.
Le film soviétique Les Marins de Kronstadt de Efim Dzigan a reçu le grand prix de l'Exposition.
500 ouvrages sont exposés dans le pavillon, destinés à relayer l'idéologie soviétique dans les domaines économiques, technologiques, artistiques ou encore pédagogiques.

#### Statues

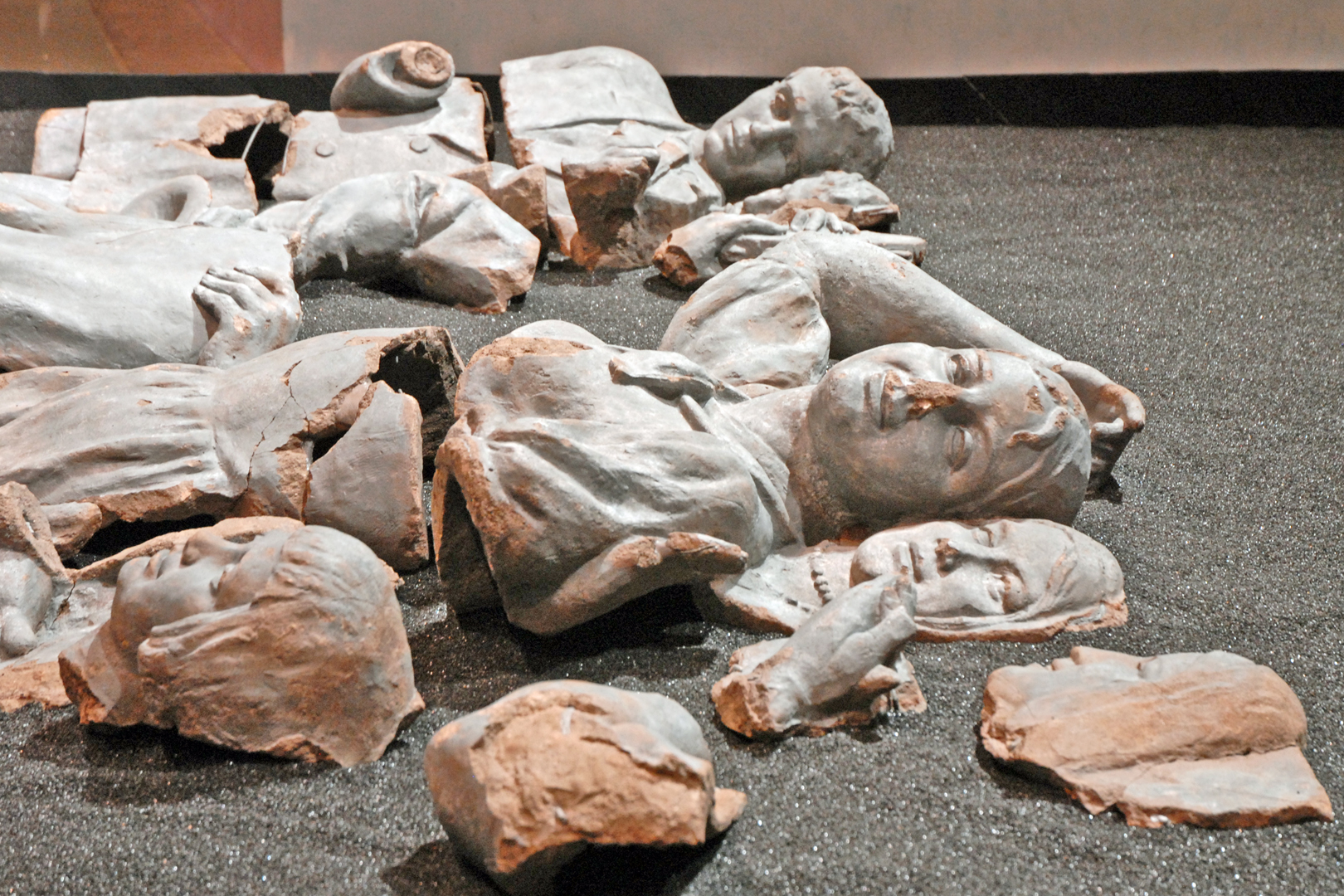
Restes des statues du pavillon soviétique.

Le pavillon de l'URSS est surmonté du groupe sculpté L'Ouvrier et la Kolkhozienne (taille 25 m) de Vera Moukhina qui, après l'exposition, a été exposé sur un piédestal au Centre panrusse des expositions à Moscou. En 2007, le gouvernement russe décide de créer une reproduction du pavillon soviétique, en y replaçant la sculpture, reproduction inaugurée en 2009.
Les statues en béton destinées à l'ornement du pavillon soviétique furent déplacées au château de Baillet, puis détruites pendant l'Occupation et les morceaux déposés après guerre dans la glacière du parc. Redécouvertes en 2004, elles sont restaurées et présentées au public en 2010 au parc de la Villette.

## Congrès et expositions connexes
Lors de l'exposition se tient un Congrès international des activités féminines.
Une exposition Constantin Guys est organisée au musée des Arts décoratifs, par Armand Dorville.

## Les représentations de l'Exposition
L'Exposition est un moment attendu avec ferveur, si l'on en croit la presse de l'époque. Plusieurs numéros du magazine Regards en font leur sujet principal au printemps 1937 : la préparation de l'Exposition, de jour comme de nuit, fait ainsi la une et le sujet de plusieurs pages dans le numéro du 8 avril 1937. Il en est encore question dans celui du 15 avril. Le 20 mai 1937, Regards consacre à nouveau plusieurs pages à l'Exposition, présente les principaux bâtiments et offre un plan à ses lecteurs. L'Exposition fait encore la une du numéro suivant (27 mai 1937).
Le cinéma n'est pas en reste : l'Exposition est le sujet d'un film sonore de 21 minutes produit par Les Films Populaires, à la teneur très politique sous couvert d'une présentation « touristique » des pavillons (l'aigle surmontant le pavillon allemand est montré comme le symbole de la menace hitlérienne, tandis que la statue équestre de Mussolini est tournée en ridicule). L'Exposition est encore au centre de deux films emblématiques du Front Populaire (Le Temps des cerises, de Jean-Paul Le Chanois, et Les Bâtisseurs, de Jean Epstein, sortis respectivement en 1937 et 1938), ainsi que de la comédie policière belge Les Gangsters de l'expo, d'Émile-Georges De Meyst (1937).

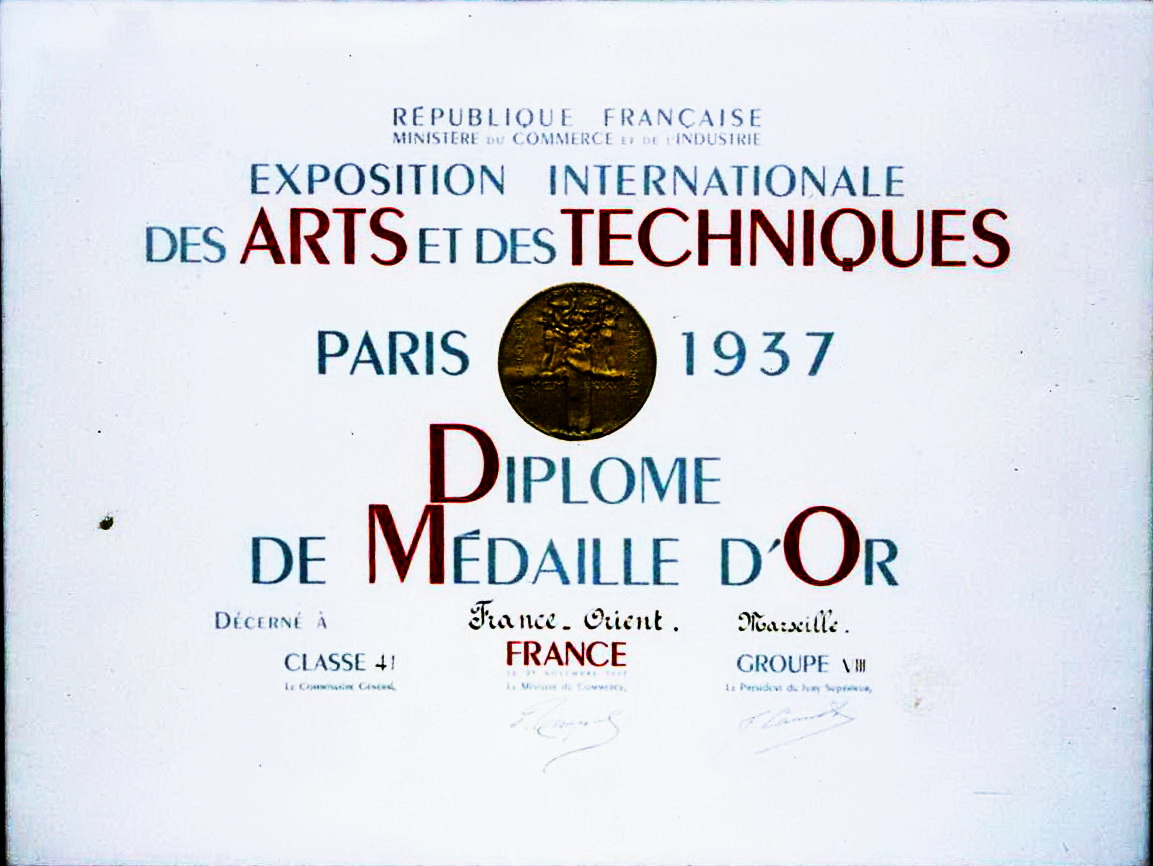
Diplôme de la médaille d'or reçu par la Société Tapis France Orient de Marseille dirigée par Zareh Tchouhadjian.
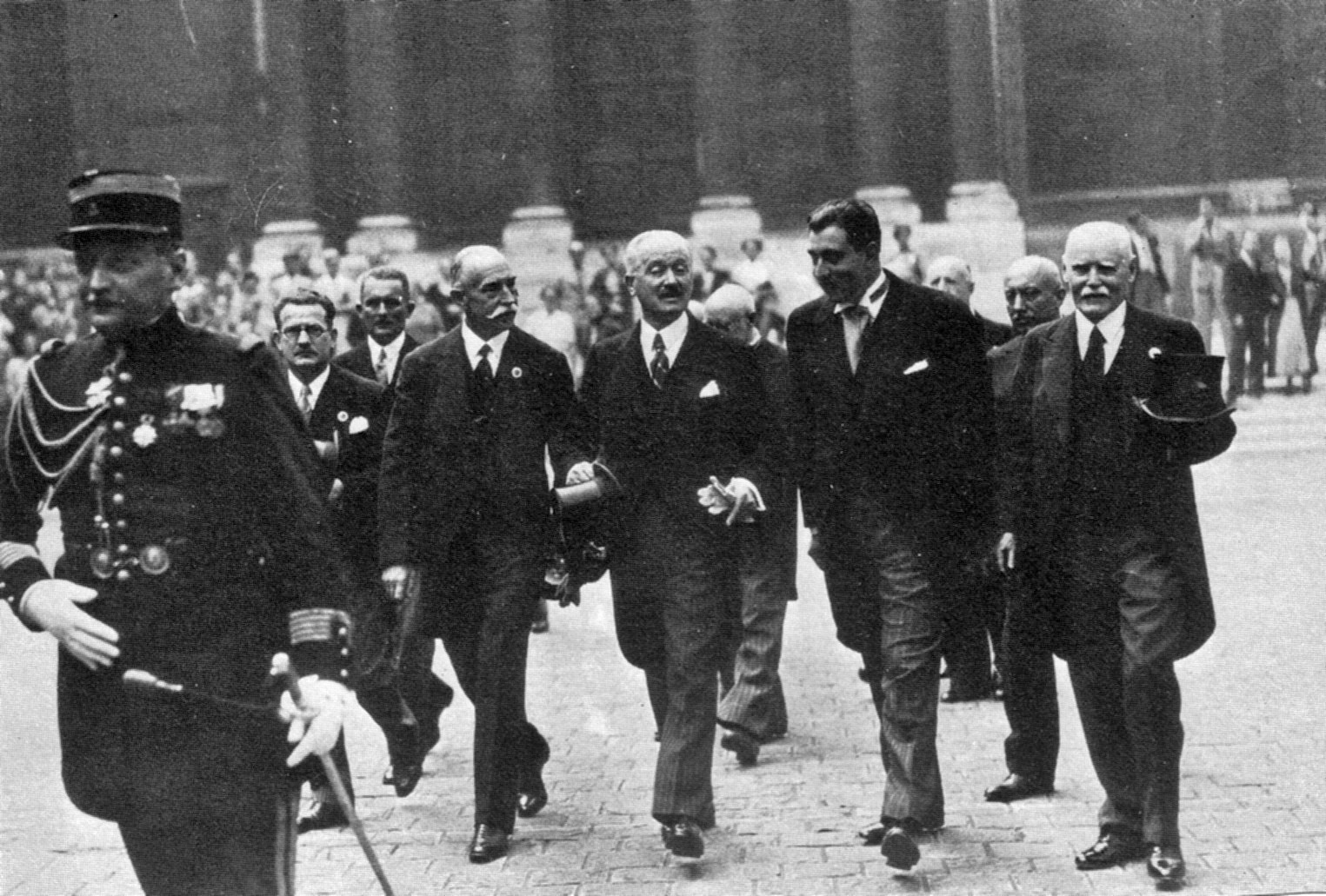
Max Hymans et Albert Lebrun dans la cour de la Sorbonne à l'occasion de l'Exposition de 1937.
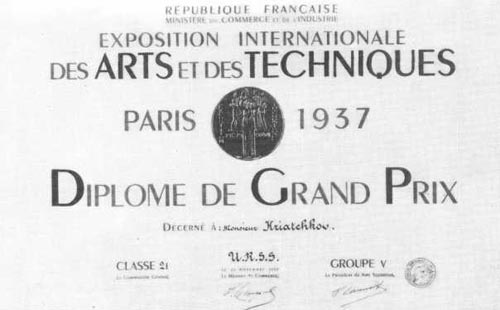
Diplôme de Grand Prix reçu par l'architecte soviétique Andreï Kriatchkov, notamment pour son immeuble des cent-appartements à Novossibirsk.

#### Ouvrages collectifs
- Exposition internationale (1937 ; Paris), Exposition internationale. Paris, 1937 : Arts et techniques dans la vie moderne. Le Guide officiel, mai-novembre, Paris, Éditions de la Société pour le développement du tourisme, 1937, 212 p., In-8 (OCLC 313880193, BNF 33899352)
- Bertrand Lemoine (dir.), Paris 1937 : Cinquantenaire de l'Exposition internationale des arts et techniques dans la vie moderne, à l'occasion de l'exposition au musée d'Art moderne de la ville de Paris du 13 mai au 30 août 1987, Institut français d'architecture et Paris Musées, 510 p.  (ISBN 2-85346-041-X)
- Jean-Louis Ferrier (dir.) et Yann Le Pichon (dir.), L'Aventure de l'art au XXe siècle, Paris, éditions du Chêne-Hachette, 1988, 898 p. (ISBN 2-85108-509-3) préface de Pontus Hultén
- Michel Laclotte, Jean-Pierre Cuzin, Dictionnaire de la peinture, Paris, Larousse, 1987, 991 p. (ISBN 978-2-03-511307-8)
- Sur les traces des Expositions universelles à Saint-Cloud, catalogue de l'exposition du musée des Avelines (25 mars au 31 mai 2009), Saint-Cloud, 2009

#### Autres
- Sylvain Ageorges, Sur les traces des Expositions universelles de Paris-1855-1937, Éditions Parigramme, 2006
- Pierre Daix, Dictionnaire Picasso, Paris, Robert Laffont, coll. « Bouquins », 1995, 956 p. (ISBN 2-221-07443-2)
- Jacques Damase, Sonia Delaunay, mode et tissus imprimés, Paris, Jacques Damase, 1991, 176 p. (ISBN 2-904632-34-4)
- Gilles Néret, L'Art des années 30 : peinture, sculpture, architecture, design, décor, graphisme, photographie, cinéma, Paris, Éditions du Seuil, 1987, 248 p. (ISBN 2-02-009695-1)
- Michel Ragon, Le Temps de Le corbusier, Paris, Hermé, 1987, 219 p. (ISBN 2-86665-064-6) préface de Pontus Hultén
- Pierre Francastel, Du cubisme à l'art abstrait, cahiers inédits de Robert Delaunay, Paris, École pratique des hautes études, 1958, 408 p.
- Georges Le Rider, Florence Callu, Jean Toulet, Sabine Coron, Sonia & Robert Delaunay : [exposition], Bibliothèque nationale, [Paris, 15 décembre 1977-29 janvier 1978], Paris, éditions de la Bibliothèque nationale de France, 1977, 177 p. (ISBN 2-7177-1388-3)
- Michel Hoog, Delaunay, Flammarion, coll. « Les maîtres de la peinture moderne », 1976, 98 p.
- (en) Guillaume Evrard, « Producing and Consuming Agricultural Capital: The Aesthetics and Cultural Politics of Grain Elevators at the 1937 Paris International Exposition », dans Robert J. Balfour (ed.), Culture, Capital and Representation, Basingstoke, Palgrave-Macmillan, 2010 (ISBN 978-0-230-29119-5, lire en ligne), p. 148-168
- Hugo Delarbre, Construire l'Exposition de 1937, perception et réception de l'évènement au miroir de l'architecture, Grenoble, Université Pierre Mendès France, 2012, 180 p. (lire en ligne)
- Christian-Philippe Chanut, Histoire française des foires et des Expositions universelles, Paris, Baudouin, 1980